# Oscar Soldati (pintor)
Oscar Soldati (Rosario, 17 de febrero de 1892 - Buenos Aires, 18 de junio de 1965) fue un periodista, caricaturista y pintor argentino.

## Actividad profesional
Soldati inició su carrera profesional como pintor y luego como dibujante en su Rosario natal. Estudio con el artista Enrique Schwender y en el Instituto de Bellas Artes Domenico Morelli de Mateo Casella. Una vez radicado en Buenos Aires, estudió en la Escuela Nacional de Bellas Artes, institución en la cual fue, años después, profesor en la cátedra de ilustración.
En 1927 realizó la serie Las hijas de Pastasciuta en la revista Don Goyo. En la revista PBT, 1916, publicó Aventuras de un matrimonio aún sin bautizar, más tarde llamada Las Aventuras de Don Tallarín y Doña Tortuga, «con un planteo técnico y temático sin precedentes en el país», según describe el investigador José María Gutiérrez al recuperar la serie identificando a su autor, que no la firmó, en su libro "La Historieta argentina de la caricatura política a las primeras series".
Su obra, de acentuado estilo expresionista, manifiesta una admiración por el caricaturista y pintor germano-estadounidense Lyonel Charles Adrian Feininger.
En 1930 se presentó por primera vez en el Salón Nacional, donde mostró sus grandes obras como
Carnaval a la distancia, El portón gris, Mercado, El Garage, El niño pintor y El vendedor de los pájaros.
En su labor como periodista fue el director artístico de la revista El Hogar, colaboró con el diario Crítica (donde por el año 1914 tenía a su cargo la sección «La nota teatral del día»), en Gran Guignol (donde tenía a su cargo «La semana cómica», a la vez que ilustraba los textos de Julián J. Bernat y recreaba gráficamente los rostros de los personajes del teatro populachero), Mundo Argentino y Atlántida.
Solía firmar con un solcito escribiendo solamente DATI, en tanto años después - firmó SOL.
En el Museo de Artes Plásticas Eduardo Sívori se exhibe la obra Arenal en Sevilla y en el Museo Histórico de Buenos Aires Cornelio de Saavedra el cuadro al óleo Tres esquinas de Buenos Aires.